# Tuula Lehtinen
Tuula Anita Lehtinen, född 11 april 1956 i Tammerfors, är en finländsk konstnär. 
Lehtinen ställde ut första gången 1974 och studerade vid Finlands konstakademis skola 1976–1980. Hon har huvudsakligen arbetat med metallgrafik och serigrafi i kombination med måleri- och belysningstekniker samt olika tekniker som baserar sig på fotografier. Stjärnhimlen och rymden har alltid ingått i hennes motivförråd. Hon har också intresserat sig för den tryckta bildens historia, relationen mellan original och kopior, mångfaldigandet i konsten, landskapet i konsten, tryckta ornament på tyg och porslin, gamla kokböcker och blomstermålningar. 
På senare tid har Lehtinen också ägnat sig åt måleri och mosaikkonst. Bland hennes arbeten i offentlig miljö märks bland annat en installation i Sääksjärvi skolcentrum i Lembois. Hon har undervisat vid Bildkonstakademin och Imatra konstskola 1996, Tammerfors konst- och mediainstitut 1997, Konstindustriella högskolan och Nordiska konstskolan 1998. Hon grundade 1990 grafikverkstaden Himmelblau i Tammerfors och har verkat aktivt som arrangör av grafikutställningar och marknadsföring av finsk konstgrafik. Hon har publicerat bland annat en lärobok om metallgrafik 1992. Hon är sedan 2007 professor i grafik vid konsthögskolan i Bergen.